# Hunda
Hunda, (dal norreno Hunðey, ovvero isola dei cani), è una piccola isola disabitata nell'arcipelago delle Orcadi, in Scozia. È situata nella Scapa Flow, a ovest di Burray, alla quale è collegata tramite un passaggio artificiale costruito nel 1941.
L'isola è disabitata e viene utilizzate per l'allevamento di pecore e capre per la loro lana.